# Skudeneshavn
Skudeneshavn este o localitate din comuna Karmøy, provincia Rogaland, Norvegia, cu o suprafață de 2,49 km² și o populație de 3.327 locuitori (2013).